# Permagel (novel·la)
Permagel és una novel·la en llengua catalana de l'escriptora Eva Baltasar publicada per Club Editor l'any 2018.
L'obra va guanyar el Premi Llibreter i el Premi L'Illa dels Llibres i ha estat traduïda a diverses llengües. És el primer volum d'una trilogia completada per Boulder (2020) i Mamut (2022).

## Rerefons
Abans de 2018 Baltasar havia cultivat sobre tot la seva faceta de poeta. Els seus poemaris han guanyat premis com el Miquel de Palol o el Miquel Àngel Riera. Segons la mateixa autora, va ser la seva terapeuta qui la va animar a escriure la seva pròpia biografia.
| « | Mentre escrivia em vaig adonar que m'agradava això de narrar en prosa en primera persona. Però m'avorria perquè jo no tenia molt clara la meva biografia. Llavors em vaig adonar que començava a introduir petites mentides al text per donar-li color. Al final vaig deixar la teràpia; havia trobat una cosa que em distreia dels meus problemes. | » |

Tanmateix, l'autora nega que Permagel sigui una autobiografia: "Hi ha molt de mi en el llibre, però més que les anècdotes, he aprofitat la veu de la protagonista per dir coses que penso jo també. M'he quedat súper a gust dient-les. Ha tingut un punt terapèutic, catàrtic."

## Argument
La història té per protagonista una dona lesbiana en la quarantena que, víctima de l'ambient hostil en què ha de viure, fantasseja amb el seu suïcidi i alhora mostra un ferotge impuls hedonista, principalment a través del sexe. La seva vida es desgrana a través d'una sèrie de vinyetes curtes: la infantesa a Barcelona en el si d'una família d'addictes, els anys malgastats estudiant història de l'art, intents de suïcidi, intenses relacions sexuals amb dones que estima i que no estima, i moments entendridors amb la seva neboda, que l'ancora en el món real.

## Acollida
Abans de la publicació, Permagel havia estat finalista del Premi Sant Joan el 2016. Un cop publicada, va guanyar el 19è Premi Llibreter atorgat pel Gremi de Llibreters de Catalunya i el 8è Premi L'Illa dels Llibres.
La novel·la, sense gaire promoció i publicada en una editorial petita, va estar entre els llibres més venuts el Sant Jordi de 2018. Aquest èxit va sorprendre a la mateixa autora, que l'atribuïa al boca-orella.
La traducció a l'anglès, a càrrec de Julia Sanches i publicada per And Other Stories, va rebre crítiques molt positives. La crítica Alexandra Chang a The New York Times la qualificava d'"inoblidable", i Nathan Scott McNamara, en una crítica a LA Review of Books, n'elogiava la brevetat i efectivitat de cada passatge: "Cada capítol funciona tan exquisidament com un poema en prosa autocontingut".

## Continuïtat
Arran de l'èxit de Permagel, Baltasar el va convertir en el primer volum d'una trilogia. El segon llibre, Boulder, va sortir el 2020. El tercer, Mamut, el 2022. Les tres novel·les estan unides pel caràcter de les dones protagonistes.